# Aropsiclus
Aropsiclus — рід грибів. Назва вперше опублікована 1994 року.

## Класифікація
До роду Aropsiclus відносять 1 вид:
- Aropsiclus junci